# Rudresh Mahanthappa
Rudresh Mahanthappa (Triëst, 4 mei 1971) is een Amerikaanse jazzsaxofonist en -componist.

## Biografie
Mahanthappa, die afkomstig is van Indiase immigranten, groeide op in Boulder (Colorado) en studeerde tot 1992 aan het Berklee College of Music, voordat hij tot 1998 een master in jazzcompositie voltooide aan DePaul University in Chicago. Hij trad op met muzikanten als David Murray, Steve Coleman, Jack DeJohnette, Samir Chatterjee, Von Freeman, Tim Hagans, Fareed Haque, Howard Levy, David Liebman, Greg Osby, Kevin Ellington Mingus en Dr. Lonnie Smith.
Hij werkt in verschillende ensembles: het Rudresh Mahanthappa Quartet (met Vijay Iyer, François Moutin en Elliot Humberto Kavee), de Raw Materials (met Vijay Iyer), de Dual Identity (met Steve Lehman), het Dakshina Ensemble (een Indo-Jazz Ensemble) Septet met Kadri Gopalnath) en MSG (met Ronan Guilfoyle en Chander Sardjoe). In Europa toerde hij in 2008 met het Franse trio Dupont T, in 2012 met Nguyên Lê, Rich Brown en Gene Lake. In 1996 bracht hij zijn eerste album Yatra uit met Ryan Shultz, Jim Trompeter, Larry Kohut en Jerry Steinhilber, in 2002 gevolgd door Black Water en in 2004 Mother Tongue met het Rudresh Mahantappa Quartet.

## Prijzen en onderscheidingen
Het album Kinsmen (2008), samen met Kadri Gopalnath opgenomen, ontving in 2009 de driemaandelijkse prijs in de categorie jazz van de jury van de German Record Critics Award. In 2009, 2010 en 2011 ontving hij de Jazz Journalists Association Award voor beste altsaxofonist. In 2011 werd zijn album Apex (met Bunky Green) opgenomen in het driemaandelijkse klassement van de German Record Critics Award. In 2011 en 2012 won hij ook de kritiekpeiling van de DownBeat. In 2015 werd zijn album Bird Calls (ACT) «Jazz Album of the Year» in de DownBeat Critics Polls en won hij de altsaxofoon en componist in de categorie «Rising Star».

## Discografie
- 2004: Mother Tongue (Pl Records)
- 2006: Codebook (Pi Recordings)
- 2006: Raw Materials (Savoy Jazz)
- 2008: Apti (innova)
- 2008: Kinsmen (Pi Recordings)
- 2010: Apex (Pi Recordings)
- 2011: Samdhi (ACT)
- 2013: Gamak (ACT)
- 2015: Bird Calls (ACT)
- 2017: Agrima
- 2020: Hero Trio

- Bibliothèque nationale de France: cb15917588x (data)
- Gemeinsame Normdatei: 139375112
- International Standard Name Identifier: 0000 0000 7148 6264
- Library of Congress Control Number: no2005108852
- MusicBrainz: d9a169dd-254c-4c2d-b81b-dd68fecfb15e
- Nationale Bibliotheek van Tsjechië: xx0303385
- Système universitaire de documentation: 15733998X
- Virtual International Authority File: 66214053
- WorldCat: E39PBJkp7m7MtphxCtm3hBWFKd